# Ёнец, Юзеф

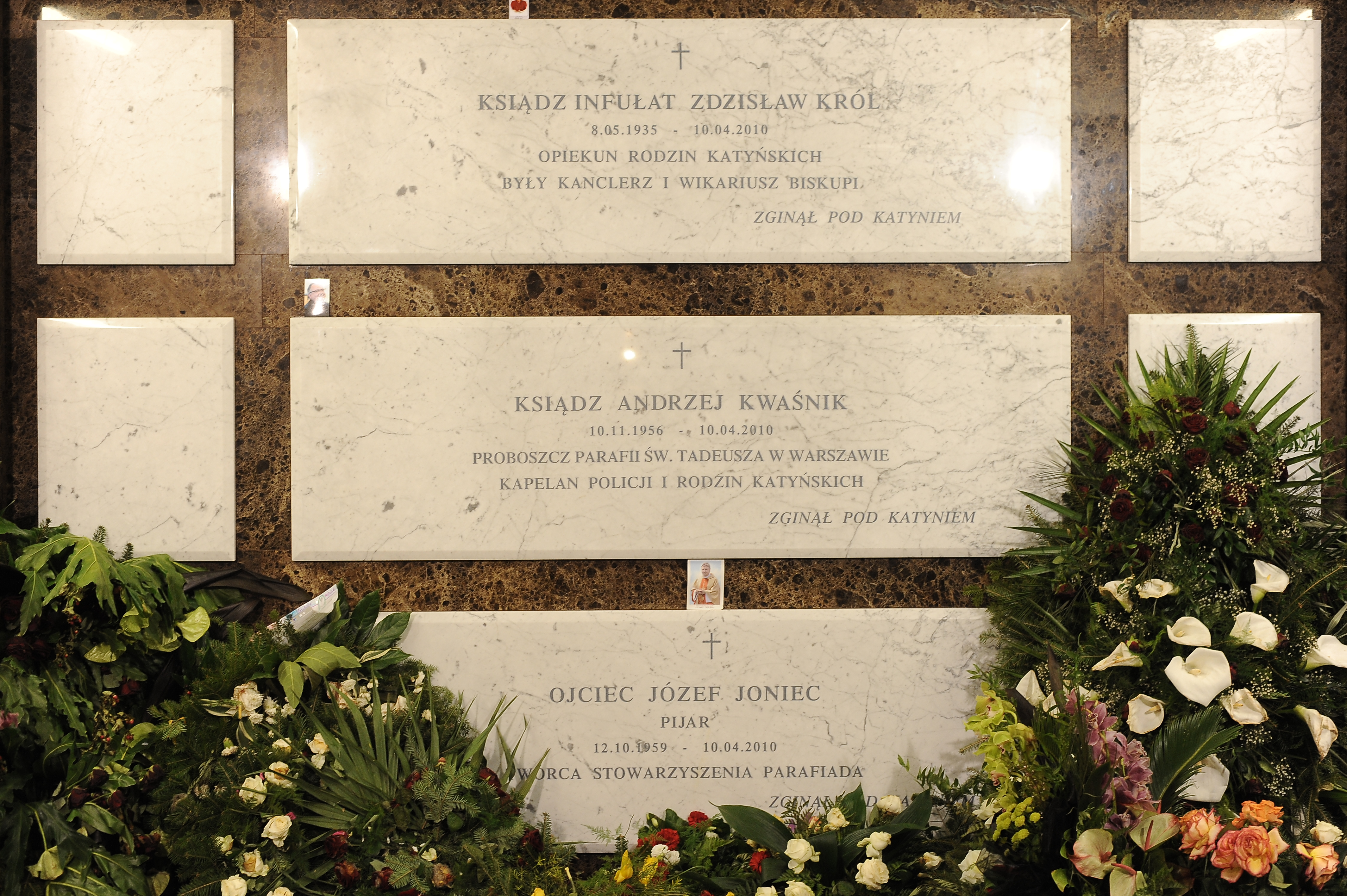
Могила Юзефа Ёнца в Пантеоне великих поляков

Ю́зеф Ё́нец (пол. Józef Joniec, 12.10.1959 г., около города Лиманова, Польша — 10.04.2010 г., Смоленск, Россия) — католический священник, член монашеского ордена пиаристов, общественный деятель,  жертва авиакатастрофы в Смоленске 2010 года.

## Биография
16 августа 1977 года вступил в монашеский орден пиаристов. 18 мая 1985 года был рукоположен в священника епископом Владиславом Межёлком, после чего занимался пастырской деятельностью в Кракове, Гедуве и Варшаве.
В 1989 году основал приходское общество святого Иосифа де Каласанса, председателем которого был в течение многих лет. Был инициатором многочисленных общественных общепольских акций, в том числе «Катынь… спасти от забвения», «Дуб Памяти», «Моя маленькая родина».
Погиб 10 апреля 2010 года в авиакатастрофе польского самолёта под Смоленском.
Был похоронен 20 апреля в Пантеоне великих поляков в храме Божественного Провидения в Варшаве.

## Награды
- Офицерский Крест Ордена Возрождения Польши (2010 г., посмертно);
- Кавалерский Крест Ордена Возрождения Польши (2008 г.);
- Золотой Крест Заслуги (2004 г.);
- Серебряный крест Заслуги (1998 г.).

## Память
- 3 апреля 2011 года в Храме Божией Матери Учительницы Молодёжи была установлена мемориальная таблица в память о. Юзефа Ёнеца.